# Charles II d'Albret
Pour les autres membres de la famille, voir Maison d'Albret.
Charles II, sire d'Albret,  comte de Dreux, vicomte de Tartas, né en 1407 et mort en 1471, fut membre du Conseil royal de Charles VII de France et compagnon d'armes de Jeanne d'Arc.

## Généalogie
Fils du connétable Charles Ier d'Albret et de Marie de Sully. En 1417, il épousa Anne d'Armagnac. De cette union naquirent :
- Jean Ier d'Albret, père d'Alain d'Albret, lui-même père de Jean II d'Albret, roi de Navarre (Jean III) et ancêtre maternel d'Henri IV
- Jeanne (II) d'Albret
- Arnaud Armanieu d'Albret d'Orval (lui-même père de Jean d'Albret d'Orval)[1].
- Louis d'Albret, cardinal
- Marie, femme de Charles de Bourgogne, comte de Nevers et de Rethel
- Charles, sire de Sainte-Bazeille
- Gilles (que certains disent bâtard, certainement à tort, le confondant avec son fils), seigneur de Castelmoron : souche des Albret de Miossens par son fils naturel Etienne, fils de Jeannette Le Sellier et mari de Françoise de Béarn-Miossens (cf. Saint-Simon :  Mémoires : 1714).

## Présentation
Il fut membre du Conseil royal de Charles VII de France. Charles II d'Albret prêta son concours à Arthur de Richemont lors de l'arrestation de Pierre II de Giac, celui-ci fut noyé par le connétable de Richemont en 1427. Charles II d'Albret combattit aux côtés de Jeanne d'Arc. Charles VII le nomma lieutenant dans le Berry et lui donna en récompense le comté de Gavre/de Gaure et la seigneurie de Florence/Fleurance.

## Sources
- Georges Bordonove, Charles VII le Victorieux, Paris, Pygmalion, coll. « Les Rois qui ont fait la France », 1985, 318 p. (ISBN 978-2-85704-195-5)